# Ommatius pygmaeus
Ommatius pygmaeus là một loài ruồi trong họ Asilidae. Ommatius pygmaeus được Wiedemann miêu tả năm 1824. Loài này phân bố ở vùng nhiệt đới châu Phi.